# 教皇ピウス7世の肖像

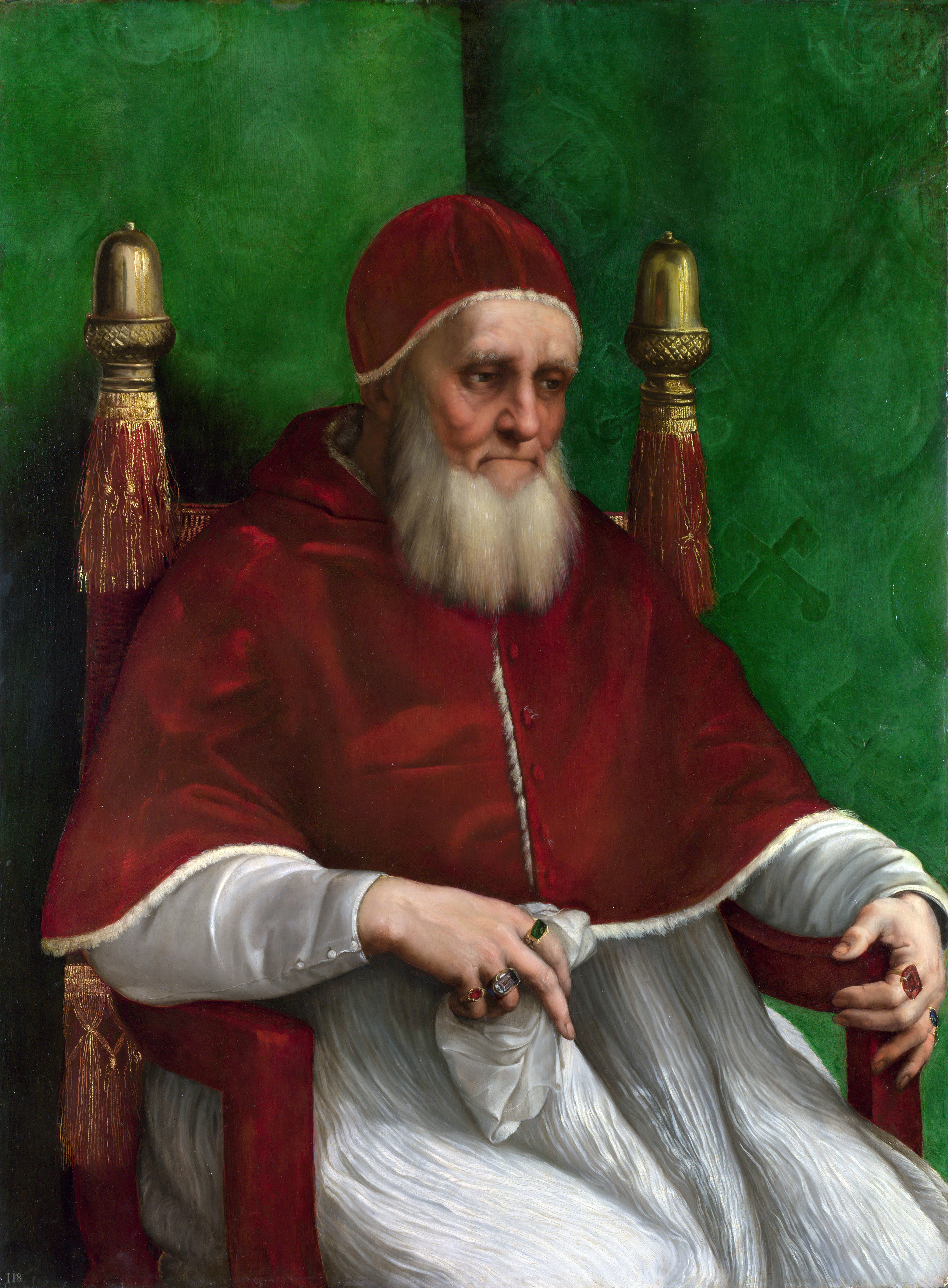
ラファエロ・サンツィオ『教皇ユリウス2世の肖像』1511年 ロンドン・ナショナル・ギャラリー所蔵
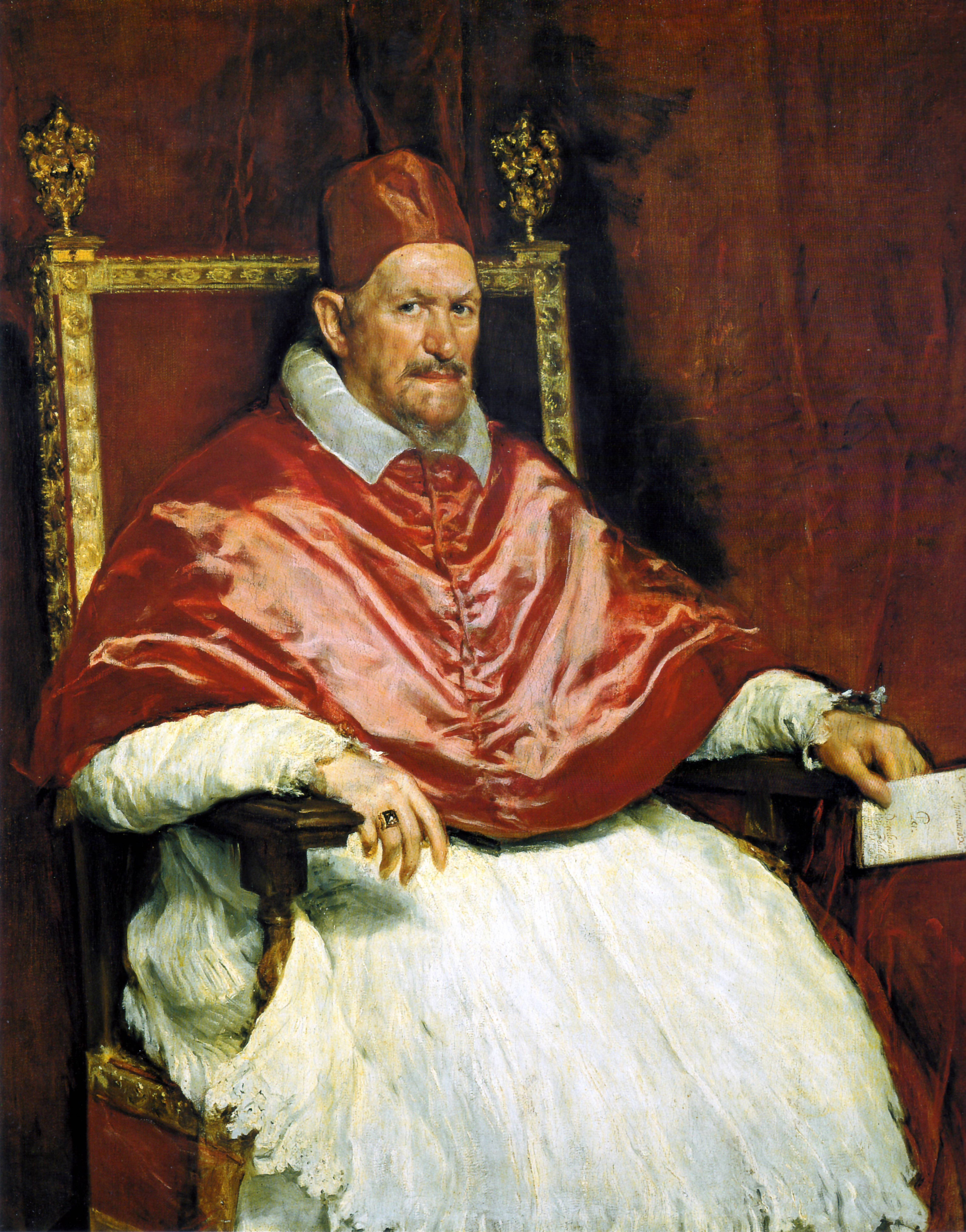
ディエゴ・ベラスケス『教皇インノケンティウス10世の肖像』1650年頃 ドーリア・パンフィーリ美術館所蔵

『教皇ピウス7世の肖像』（きょうこうピウス7せいのしょうぞう、仏: Portrait du pape Pie VII, 英: Portrait of Pope Pius VII）は、フランスの新古典主義の巨匠ジャック＝ルイ・ダヴィッドが1805年に制作した肖像画である。油彩。当時のローマ教皇ピウス7世を描いた作品で、『教皇ピウス7世とカプララ枢機卿の肖像』（Portrait du pape Pie VII et le cardinal Caprara）とともに、1807年に完成した歴史画の大作『ナポレオン一世の戴冠式と皇妃ジョゼフィーヌの戴冠』（Sacre de l'empereur Napoléon Ier et couronnement de l'impératrice Joséphine）を制作する際の準備段階で制作された。現在はパリのルーヴル美術館に所蔵されている。また複製がヴェルサイユ宮殿美術館、およびフォンテーヌブロー宮殿に所蔵されている。

## 人物
教皇ピウス7世ことジョルジョ・バルナバ・ルイージ・キアラモンティは1742年に教皇領であったチェゼーナでシピオーネ伯爵家の末の息子として生まれた。ベネディクト会出身。同じくチェゼーナの出身であった前教皇ピウス6世とは親しい間柄で、ピウス6世がナポレオンの教皇領占領によってイタリアから追放され死去したのち1800年に教皇に選出された。ピウス7世の治世の前半はフランスとの交渉にほとんど費やされたと言ってよい。1804年にナポレオンの戴冠式に出席するためパリを訪問したが、1809年以降はナポレオンによってローマを追われ、亡命生活を強いられた。教皇がローマに帰還を果たしたのはナポレオン失脚後のことである。ピウス7世は円満な人格で、和解と赦しを好み、勤勉かつ思索的な人物であった。それゆえヨーロッパの宮廷に対してセントヘレナ島に囚われたナポレオンの仲裁をし、またナポレオンの一族をローマに迎え入れることもした。1823年8月20日に死去。

## 制作経緯

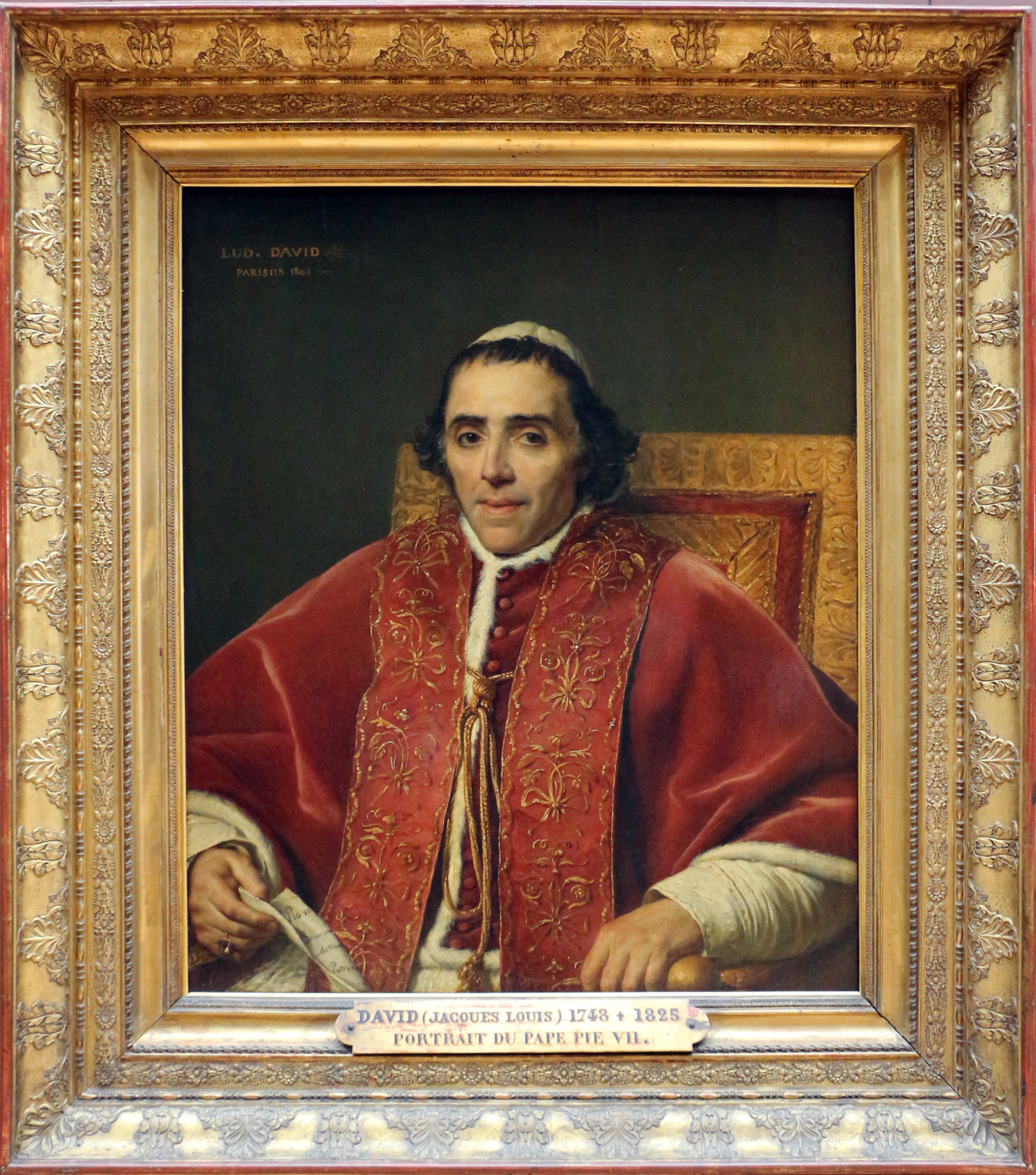
額縁。

ダヴィッドの『ナポレオン一世の戴冠式と皇妃ジョゼフィーヌの戴冠』。1805年から1807年。ルーヴル美術館所蔵。

ナポレオンとその妻ジョゼフィーヌ・ド・ボアルネは1804年12月2日にパリのノートルダム大聖堂でフランス皇帝およびその皇后として戴冠した。ローマ教皇ピウス7世はこの戴冠式に出席するためパリを訪問した。フランスにおけるカトリック教会の再建を望んでいたピウス7世にとって戴冠式のミサを執り行うことは意味のある事であった。一方のナポレオンにとってフランスに教皇を招くことは教会の上に政治を置くという思惑があった。戴冠式を終えたナポレオンは12月18日にダヴィッドを皇帝の首席画家に任命し、戴冠式ほかいくつかの重要なシーンを描いた歴史画の制作をダヴィッドに命じた。そこでダヴィッドは戴冠式の主要人物をスケッチすることから開始し、間もなくローマに戻るピウス7世を最初に描いた。当初、教皇はダヴィッドが肖像画を描くことにためらいを感じていた。「国王を殺害した人物と2人きりになって、見るからに貧相で具合の悪そうな肖像を手早く描かせることが気になる」。しかしそれはまったくの杞憂であった。ダヴィッドは心の高ぶりを抑えきれずに教皇の素朴な人柄をよく捉えたスケッチを一気に描き上げた。

## 作品
ダヴィッドは当時63歳であった教皇ピウス7世を描いている。胸像で表現された教皇は暗褐色の背景の前で肘掛け椅子に座っている。教皇は白い帽子カロッタをかぶり、白い長衣の上にイタチの毛皮で縁取られた赤いベルベットのモゼタを着ており、金の刺繍が施された赤いストラを首に掛けている。肘掛け椅子の赤いベルベットの背もたれもまた金の刺繍が施されており、教皇は左腕を肘掛けの上に置いている。一方、右手には1枚の紙を持っており、そこには芸術に対する教皇の愛情とダヴィッドに対する好意に感謝するという意味で「Pio VII Bonarium Artium Patrono」という文字が記されている。
肖像画は明らかにラファエロ・サンツィオ『教皇ユリウス2世の肖像』（Ritratto di Giulio II）や、ディエゴ・ベラスケス『教皇インノケンティウス10世の肖像』（Retrato de Inocencio X）といった、威厳を見せながら静かに座った教皇の姿に着想を得ている。
ダヴィッドの筆は教皇の控えめで地味ではあるが注意深い表情を美しく捉えている。ダヴィッドは尊敬の念をもって、教皇の黒い髪と、瞳、黄色い肌という、イタリア人的な風貌を忠実に描き出している。
リュック・ド・ナントゥイユはダヴィッドに関する著書の中で「この人物の人間性、倫理観、内面の力、原則的なものについての妥協は拒否するが、和解を実現するためにはどこまでも努力するという意志、（肉体上のものというよりは精神的な）逞しさ、そして信仰心だけではなく知的な研究心が、ここにきわめて入念に描出されている」評している。

## 来歴
ナポレオンのコレクションに由来している。制作された1805年にナポレオンによって購入された。

## ギャラリー
関連作品
- ラファエロ・サンツィオ『教皇ユリウス2世の肖像』1511年 ロンドン・ナショナル・ギャラリー所蔵[16]
- ディエゴ・ベラスケス『教皇インノケンティウス10世の肖像』1650年頃 ドーリア・パンフィーリ美術館所蔵[17]

ダヴィッドの関連作品

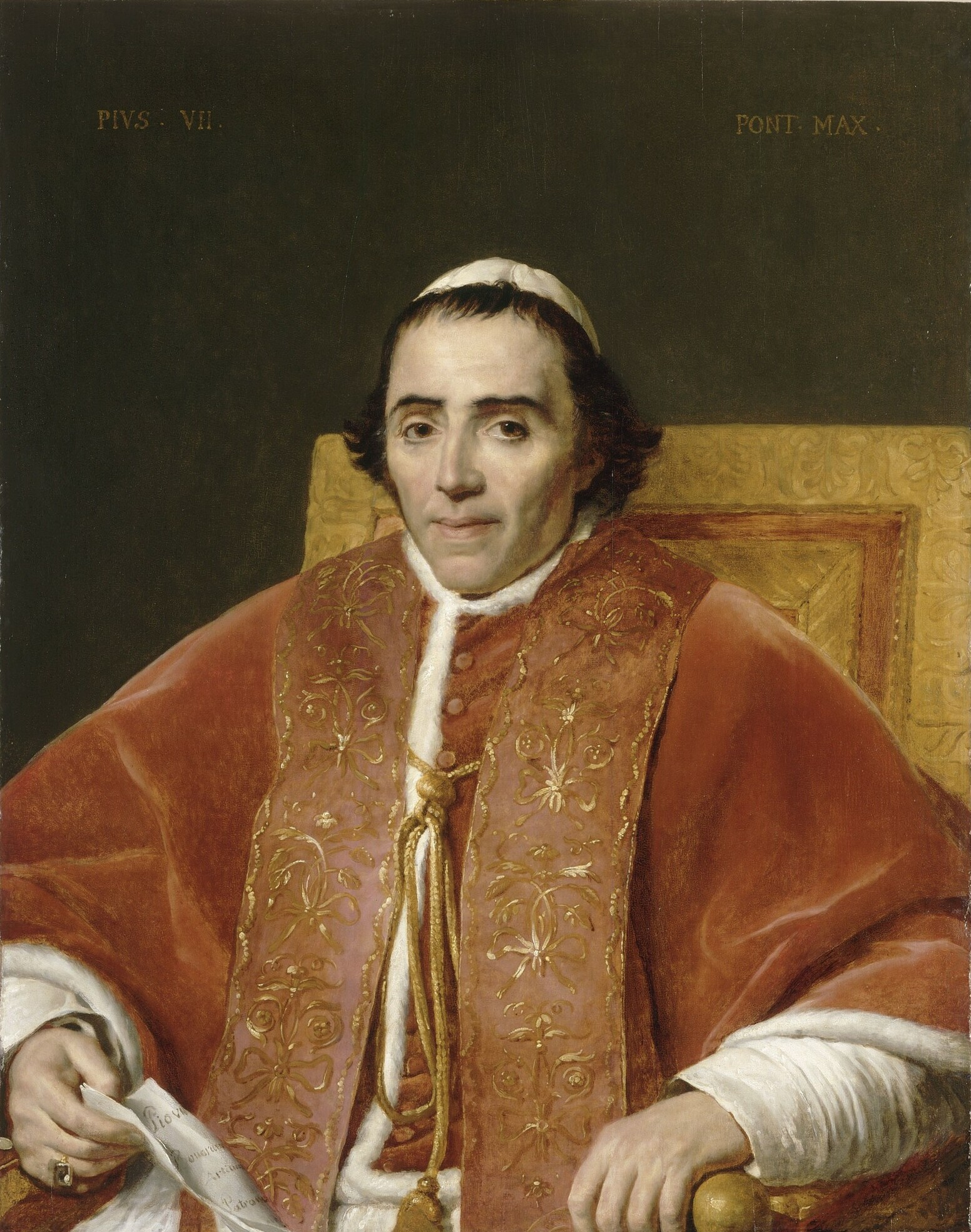
ヴェルサイユ宮殿美術館のバージョン 1805年
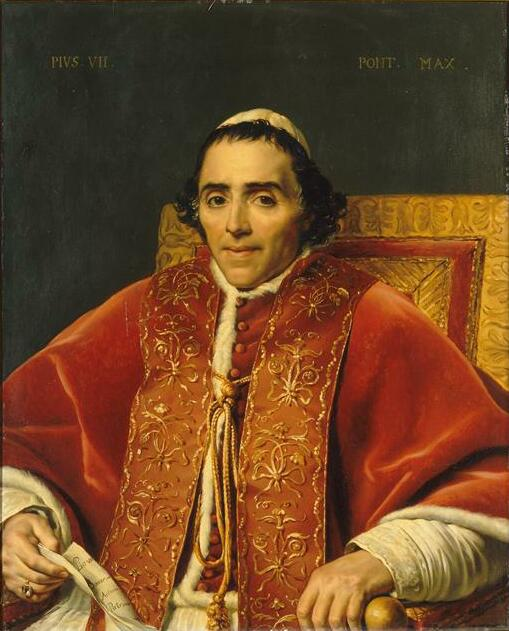
フォンテーヌブロー宮殿のバージョン 1805年
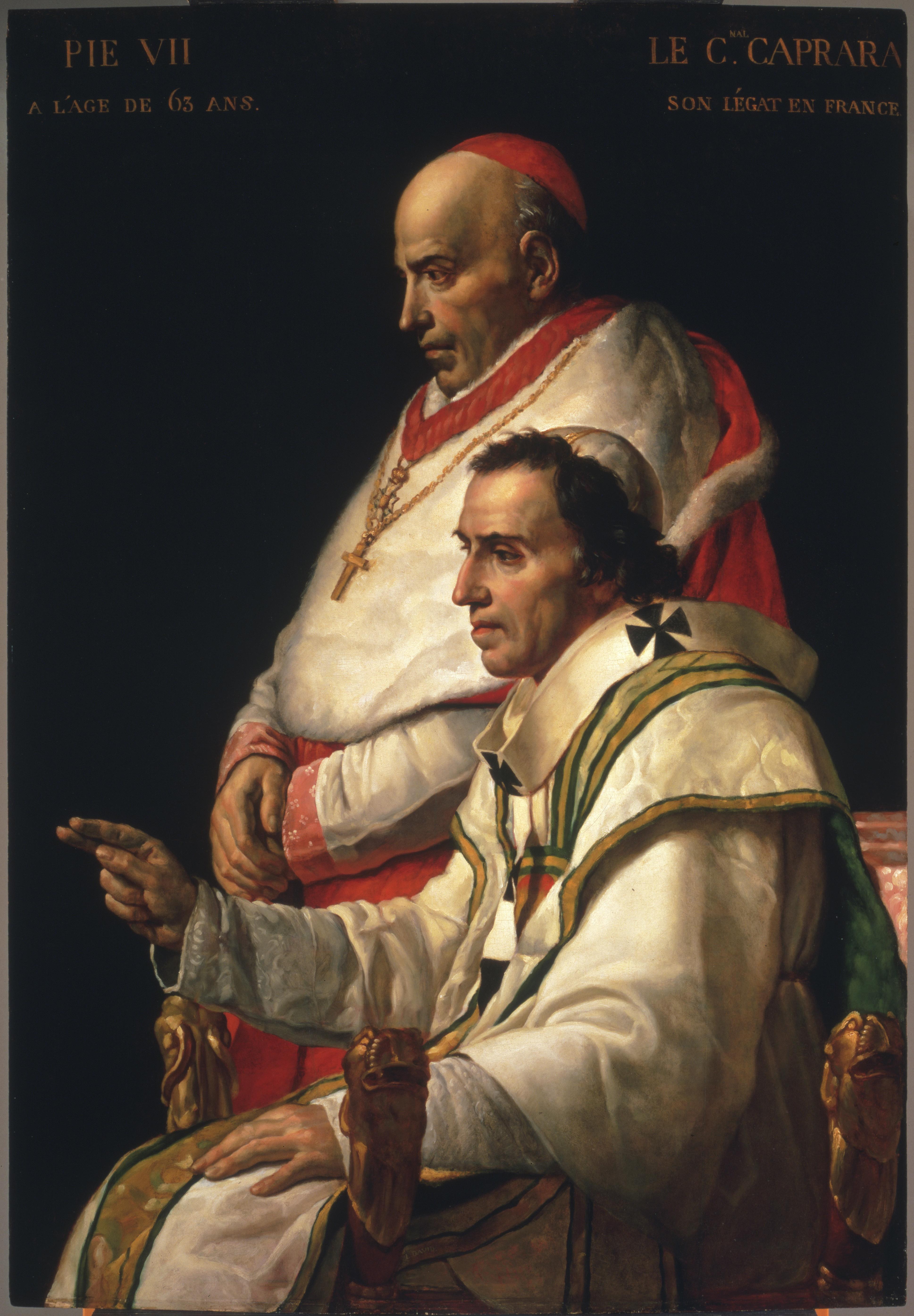
『教皇ピウス7世とカプララ枢機卿の肖像』1805年 フィラデルフィア美術館所蔵